# Acanthoscurria maga
Espèce
Synonymes
- Acanthoscurria antillensis Pocock, 1903

Acanthoscurria maga est une espèce d'araignées mygalomorphes de la famille des Theraphosidae.

## Distribution
Cette espèce est endémique des Petites Antilles. Elle se rencontre à Sainte-Lucie, à la Dominique et en Martinique.

## Description
Le mâle décrit par Gabriel en 2020 mesure 54,3 mm et la femelle 57,1 mm.

## Taxonomie
Le nom valide complet (avec auteur) de ce taxon est Acanthoscurria maga Simon, 1892.
Acanthoscurria antillensis a été placée en synonymie par Gabriel en 2020.

## Publication originale
- Simon, 1892 : « Études arachnologiques. 24e Mémoire. XXXIX. Descriptions d'espèces et de genres nouveaux de la famille des Aviculariidae (suite). » Annales de la Société Entomologique de France, vol. 61, p. 271-284 (texte intégral).